# Adoração dos Reis Magos (Museu Grão Vasco)
A Adoração dos Reis Magos é uma pintura a óleo sobre madeira realizada cerca de 1501-06 com a intervenção do pintor português do renascimento Vasco Fernandes (c. 1475-1542) e do pintor flamengo Francisco Henriques (act. 1508-1518) e que está presentemente no  Museu Grão Vasco, em Viseu.
Esta obra corresponde a um dos painéis do antigo Retábulo (1501-1506) da capela-mor da Sé de Viseu. Uma das características distintivas da Adoração dos Reis Magos, para além da representação do tema tradicional na pintura daquela época, é a presença de um Índio brasileiro na figura do rei negro Baltazar, tratando-se da primeira representação de um representante dos Povos indígenas do Brasil na arte ocidental, pouco depois da Descoberta do Brasil.

## Descrição
Situado no centro da composição, Baltazar ostenta um traje onde se misturam influências europeias tradicionais - a camisa e os calções - com a novidade exótica de um toucado de penas, bem como inúmeros colares de contas coloridas, grossas manilhas de ouro nos pulsos e tornozelos, brincos de coral branco, remate de penas, idênticas às do toucado, no decote e na franja do corpete, e uma flecha tupinambá com o seu longo cabo. Segura igualmente uma taça feita de nós de coco montada em prata, o que reforça ainda o seu carácter exótico.
A sua inserção num contexto religioso tão importante como é o da Adoração dos Reis Magos tem subjacente a ideia da cristianização do continente recém-descoberto, de acordo com as sugestões da carta de Pêro Vaz de Caminha, onde se relata a par do primitivismo dos habitantes a sua disponibilidade para a mensagem cristã. Saliente-se, ainda, o facto de o Menino Jesus segurar na mão esquerda uma moeda de ouro, numa sugestão ao secular desejo de riqueza associada aos Descobrimentos Portugueses.
Integrado na segunda fileira do retábulo de que fazia parte, este painel comprova o esforço de realismo minucioso dos pormenores bem ao gosto flamengo que o autor procurou seguir. Assim, de notar a textura do brocado ricamente adornado do Rei Mago (Gaspar?) de joelhos, em primeiro plano, o brilho dos metais, o rigor descritivo da cabana, onde figuram, para além dos animais tradicionais, um vaso de barro e uma vela acesa, ou o tratamento da paisagem arquitectónica em pano de fundo.

## Tema

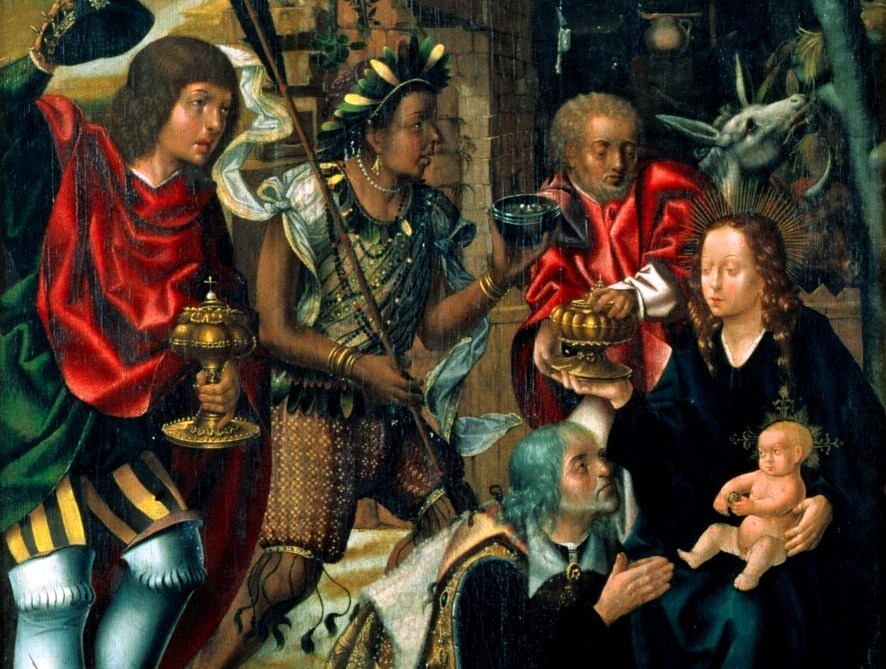
Detalhe de Adoração dos Reis Magos

A Adoração dos Reis Magos é o nome dado tradicionalmente ao episódio evangélico integrado da Natividade, em que três reis magos seguindo a estrela de Belém encontram Jesus após o seu nascimento e lhe dão de presente ouro, incenso e mirra, reconhecendo-o como "rei dos judeus". Ocasionalmente a partir do século XII, e com frequência a partir do século XV, os magos passam a representar as três partes conhecidas do mundo: Baltazar é geralmente mostrado como um jovem africano ou mouro, o velho Gaspar recebe traços ou roupas orientais e Belchior de meia-idade representa os europeus.
A iconografia cristã desenvolveu consideravelmente o sintético relato dos Reis magos no Evangelho de Mateus (Mateus 2:11), e utilizou-o para sublinhar que Jesus foi reconhecido, desde o início, como rei acima dos reis.

## História
O grande Retábulo da Sé de Viseu foi encomendado pelo bispo D. Fernando de Miranda (falecido em 1505) e ultimado pelo bispo D. Diogo Ortiz de Vilhegas, sendo constituido por quinze pinturas com passos da Vida de Maria e da Paixão de Cristo. Os painéis foram dispersos após o desmembramento do Retábulo no século XVIII, mas posteriormente catorze deles foram reunidos no Museu Grão Vasco, estando o restante, o Calvário, no Seminário de Coimbra.
A Adoração dos Reis Magos foi transferida da Sala do Capítulo da Sé de Viseu, ao abrigo da lei de 1916 que criou o Museu Grão Vasco.

## Ligação externa
- Página oficial do Museu Nacional Grão Vasco na página da DG Património Cultural